# مهشید امیرشاهی
مهشید امیرشاهی (۲۰ فروردین ۱۳۱۶ در کرمانشاه -)، نویسنده، طنزپرداز، مترجم و روزنامه‌نگار ایرانی ساکن پاریس است. او فعالیت ادبی خود را از نوجوانی آغاز کرد ولی نخستین آثار منتشرشده از او چند مجموعه داستان در دههٔ ۱۳۴۰ شمسی است. در دوران انقلاب ۱۳۵۷ او تنها کسی از میان روشنفکران بود که از دولت شاپور بختیار حمایت و با روح‌الله خمینی مخالفت کرد، پس از انقلاب از ایران رفت و فعالیت ادبی را خارج از ایران ادامه داد. مجموعه داستان‌های کوچه بن‌بست، سار بی‌بی خانم و … در پیش از انقلاب، همچنین دو رمان در سفر و در حضر و رمان چهارجلدی مادران و دختران در تبعید از جمله آثار امیرشاهی هستند. در سال ۲۰۱۳ جایزهٔ بیتا به او اعطا شد.

## زندگی

### تولد و خانواده
مهشید امیرشاهی در تاریخ ۲۰ فروردین ۱۳۱۶ (۹ آوریل ۱۹۳۷) در کرمانشاه زاده شد. او دومین دختر از سه دختر امیر امیرشاهی و مولود خانلری است. پدرش از قضات عالی‌رتبه و بازنشستهٔ دادگستری بود و مادرش از فعالان سیاسی و زنان برجستهٔ دوران خود بود. پدر وی با بسیاری از رجال دوران آشنایی و رفت‌وآمد داشت و مادرش به دلیل خویشاوندی و گرایش‌های سیاسی با برخی از پایه‌گذاران حزب توده نظیر عبدالصمد کامبخش، اختر کامبخش، نورالدین کیانوری، مریم فیروز و احسان طبری ارتباط داشت. شهرآشوب امیرشاهی خواهر بزرگ او است.
تحصیلات ابتدایی و بخشی از دبیرستان را در مدارس فیروزکوهی و نوربخش انجام داد. سپس به شبانه‌روزی چارتر تاورز در ساسکس انگلستان رفت و بعد از اخذ A Level و O Levelهای لازم در دانشگاه لندن Woolwich Polytechnic به تحصیلات در رشتهٔ فیزیک ادامه داد. وی در تمام دورهٔ تحصیل خود شاگردی ممتاز بود.

### آغاز فعالیت شغلی و ادبی
پس از بازگشت به ایران در ابتدا (در سال‌های ۱۹۶۰ میلادی) فیزیک و ریاضی تدریس کرد. در اوقات فراغت به ترجمهٔ آثار ادبی مشغول بود. هنگامی که ترجمهٔ اثری از جیمز تربر را برای انتشار به مؤسسه انتشارات فرانکلین برد، از او دعوت به همکاری به عمل آمد و در آن مؤسسه به عنوان ویراستار کتاب‌های ادبی و علمی مشغول به کار شد. سپس با یاری نقاشان همکارش از جمله نورالدین زرین کلک و پرویز کلانتری، برنامهٔ انتشار کتاب‌های کودکان را در آنجا پایه‌ریزی کرد. او در این سمت کتاب‌های متعددی برای کودکان و نوجوانان ترجمه کرد. این ترجمه‌ها دو سال پیاپی از سوی شورای کتاب کودک به عنوان بهترین ترجمه‌های سال انتخاب شد. گرچه داستان‌نویسی را در نوجوانی شروع کرده بود، انتشار آثار خلاقانه‌اش را نیز طی سال‌های اشتغالش در فرانکلین آغاز کرد. خود وی در بارهٔ شروع نویسندگیش در مقدمه‌ای بر داستان خوانی در دانشگاه پنسیلوانیا می‌گوید:
«... بیشترین قصه‌های اولین مجموعهٔ داستانم [کوچهٔ بن‌بست] بین ۱۵ و ۱۷ سالگی من نوشته شده است و تاریخ انتشار دیگر مجموعه‌ها به تاریخ نگارش آن‌ها نزدیک است.»
و در بارهٔ آغاز انتشار آثارش در مصاحبه‌ای با نشریهٔ نیمروز گفته است:
«وقتی من وارد میدان شدم کسانی بودند که نامی درعالم نویسندگی داشتند، مثل صادق چوبک، ابراهیم گلستان، جلال آل احمد، بزرگ علوی، رسول پرویزی و شاید چند نفر دیگر. عده‌ای هم تازه داشتند نامی کسب می‌کردند، مثل بهرام صادقی، غلامحسین ساعدی، احمد محمود، اسماعیل فصیح، علی‌محمد افغانی و تقی مدرسی. و چند نفری هم کم و بیش هم‌زمان با من کارشان را شروع کردند، مثل هوشنگ گلشیری، محمود دولت‌آبادی و نادر ابراهیمی و بعضی دیگر.»

### داستان‌های کوتاه
بین سال‌های ۱۳۴۵ تا ۱۳۴۹ پنج مجموعهٔ داستان کوتاه از مهشید امیرشاهی شامل کوچهٔ بن‌بست، سار بی بی خانم، بعد از روز آخر، به صیغهٔ اول شخص مفرد، منتخب داستان‌ها به چاپ رسید.
برخلاف عرف معمول نویسندگان داستان‌های کوتاه ایران، از بین داستان‌های منتشر شده در این مجموعه‌ها فقط سه تای آن‌ها پیشاپیش در نشریات چاپ شده است. نام، شهرت، شمارهٔ شناسنامه اول بار به تقاضای دانشجویان دانشگاه شیراز در نشریهٔ آن‌ها (آبنوس) منتشر شد. لابیرنت به تقاضای محمود خوشنام اول بار در ماهنامهٔ رودکی منتشر شد. صدای مرغ تنها به تقاضای غلامحسین ساعدی اول بار در فصلنامهٔ الفبا منتشر شد.

منتقدان در نقدهایی که در بارهٔ داستان‌های کوتاه وی نوشته‌اند بر استقلال سبک، موفقیت در شخصیت پردازی و طنز او انگشت نهاده‌اند.
جلال ستاری می‌گوید: «مهشید امیرشاهی بی‌گمان از بهترین قصه نویسان ماست… همهٔ آدم‌های داستان‌های مهشید در جای خودشان «محق» اند و ما می‌پذیریم که هر یک کاری جز آنچه کرد نمی‌توانست کرد و چیزی جز آنچه گفت نمی‌توانست گفت. احساس حقانیت آدم‌های قصه (چه خوب و چه بد) موجب می‌شود که ما آن‌ها را اگر دوست هم نداریم دست کم قبول داریم. من توفیقی بزرگ‌تر از این در کار قصه‌نویسی نمی‌شناسم.»
نجف دریابندری از «سلامت نثر»، «چابکی قلم»، «لطافت و ظرافت فکر»، «اختصار در توصیف»، «تیزی گوش» در ثبت و ضبط مکالمات… مهشید امیرشاهی حرف می‌زند و می‌گوید: «این‌ها صفاتی است که در کمتر نوشته‌ای از محصولات ادبی امروز ما دیده می‌شود.» صفتی را که بیش از همه ارج می‌نهد: «سادگی و سلامت بیان نویسنده است که از هیچ‌کدام از راه و رسمهایی که در سالهای اخیر در بارهٔ قصه‌نویسی معمول بوده است متأثر نیست و از سرچشمه‌ای کاملاً مستقل آب می‌خورد.»
پرویز نقیبی در ضمیمهٔ ادبی روزنامهٔ آیندگان به خاطر «صمیمیت، طنز، زنانگی، غرور» ی که در نوشته‌های مهشید امیرشاهی دیده است خود را «منت پذیر نویسنده» می‌خواند و اضافه می‌کند: «خانم امیرشاهی در شرح پردازی روزهای رنگین کودکی توانایی خاص دارد، تخیل پاک و پرنفس کودکی را گویی هنوز با خود دارد.»

### فعالیت‌های پژوهشی و روزنامه‌نگاری
مهشید امیرشاهی به دعوت وزارت فرهنگ و هنر ترجمهٔ گزارش‌های حفاری‌های باستانی را (از فارسی به انگلیسی) برای موزهٔ ایران باستان بر عهده گرفت و سپس به مدت دو سال در مرکز برنامه‌ریزی آموزشی کتاب‌های درسی کار پژوهشی کرد. وی به مدت چند سال در دانشگاه سوربن زبان انگلیسی تدریس و به مدت یک سال در دانشگاه میشیگان به عنوان پژوهشگر میهمان در بارهٔ ادبیات معاصر ایران تحقیق می‌کرد.
مهشید امیرشاهی در داخل و خارج کشور با نشریاتی چون فرهنگ و زندگی، رودکی، قیام ایران و نهضت، Les Temps Modernes فرانسوی زبان و نیوزدی انگلیسی زبان، همکاری داشت. در رادیو ایران برنامهٔ مکتب‌های هنری را تهیه و اجرا می‌کرد. مدتی نیز به دعوت رضا قطبی رایزن گزینش برنامه‌های رادیو ایران بود. در این رایزنی افرادی چون فریدون مشیری و یدالله رؤیایی از همکارانش بودند. برنامه‌ای به اسم از چهار گوشهٔ جهان را با همکاری مهرداد نبیلی برای بی‌بی‌سی تهیه و اجرا کرد. در تبعید با رادیوهای مقاومت طرفدار شاپور بختیار همکاری مداوم داشت و مدتی نیز ادارهٔ یکی از این رادیوها را بر عهده داشت.

### محفل ادبی
مهشید امیرشاهی از جوانی با بسیاری از ناموران عرصهٔ ادب و هنر ایران محشور بوده است. از میان معاشران و دوستانش می‌توان به هوشنگ ابتهاج و فریدون مشیری و صادق چوبک و سیاوش کسرایی و ابراهیم گلستان و منوچهر آتشی و بیژن جلالی و جهانگیر افکاری اشاره کرد. خانهٔ وی واقع در شیان (شمال شرقی تهران) شیان دوم شمالی پلاک ۵ و ۵/۱ که از معماری‌های شاخص ایرج کلانتری بود بعد از انقلاب ۵۷ به تصرف فردی انقلابی به نام محمد حسین بهادری درآمد و بعد از تخریب معماری منحصر به فردش تبدیل به برج شد، به مدت چند سال محل دوره‌ای بود که عده‌ای از صاحب‌نامان ادب و هنر به‌طور هفتگی در آن گرد می‌آمدند. از اعضای ثابت این محفل، می‌توان احمد سمیعی، ابوالحسن نجفی، رضا سیدحسینی، مصطفی رحیمی و هرمز میلانیان را نام برد و از بین حاضران غیر مستمر به هوشنگ گلشیری و فرهاد مشکات، ضیاء موحد و پرویز مؤید عهد اشاره کرد.

### تبعید
مهشید امیرشاهی در جریان انقلاب اسلامی ایران به صراحت علیه طرفداران خمینی موضع گرفت و مقالهٔ «کسی نیست که از بختیار حمایت کند؟» به قلم او در شمارهٔ ۱۷ بهمن ۱۳۵۷ روزنامهٔ آیندگان منتشر شد. وی تنها کسی از میان روشنفکران ایران بود که از دولت شاپور بختیار پشتیبانی کرد. در آن مقاله آمده است:
«من تا امروز به هیچ روزنامه و نشریه‌ای مطلبی نداده‌ام که حال و هوای سیاسی داشته باشد. شاید به این دلیل که تا امروز در مملکتم به سیاستمداری چون شاپور بختیار برنخورده بودم که بدانم سیاست الزاماً مغایر شرافت، صمیمیت و وطن‌پرستی نیست. من تمام این صفات، شرافت، صمیمیت، وطن‌پرستی، را در آقای شاپور بختیار سراغ کرده‌ام. به علاوه به سرافرازی و آزادگی او مؤمنم. من ایمان دارم که اگر امروز او را از صحنهٔ سیاست مملکتمان برانیم خطایی کرده‌ایم جبران‌ناپذیر و نابخشودنی. من معتقدم که این مرد عزیز این مرد عمل دارد فدای هیجان و غلیان عده‌ای و فرصت طلبی‌های عده‌ای دیگر می‌شود و اگر فدا شود اسف انگیزترین شهید حوادث اخیر خواهد بود. من صدایم را به پشتیبانی از آقای شاپور بختیار با سربلندی هر چه تمامتر بلند می‌کنم، حتی اگر این صدا در فضا تنها بماند. من از تنها ماندن هرگز هراسی به دل راه نداده‌ام؛ ولی این بار می‌ترسم نه به خاطر خودم، بلکه به خاطر آیندهٔ این ملک و سرنوشت همهٔ آن‌ها که دوستشان دارم.»
مهشید امیرشاهی مدتی پس از پیروزی اسلامگرایان راه تبعید و مبارزه را برگزید و ساکن فرانسه شد. وی در عین فعالیت مدام سیاسی به کار ادبی نیز ادامه داد.
فعالیت سیاسی مهشید امیرشاهی در تبعید بر دفاع از آزادی بیان و جدایی دین از سیاست متمرکز بوده است. او در سال ۱۹۹۲ پیشگام انتشار بیانیهٔ هنرمندان و روشنفکران ایرانی در دفاع از سلمان رشدی شد که به اعلامیهٔ پنجاه نفره شهرت یافت و انعکاس جهانی قابل توجهی پیدا کرد و واکنش‌های بسیار شدیدی را نیز از جانب جمهوری اسلامی در پی داشت. مهشید امیرشاهی عضو بنیان‌گذار کمیتهٔ دفاع از سلمان رشدی در فرانسه بود که جمع بزرگی از روشنفکران این کشور را در خود گرد آورده بود و تحت ریاست کلود لوفور اداره می‌شد. او در دفاع از تسلیمه نسرین نویسندهٔ بنگلادشی مورد تعرض اسلامگرایان نیز بسیار فعال بود و در کمیتهٔ فرانسوی که برای دفاع از وی تشکیل شده بود، عضویت داشت.
مهشید امیرشاهی طی سال‌های تبعید جلسات متعدد داستان خوانی و سخنرانی در نقاط مختلف دنیا داشته است. سخنرانی‌هایش در دانشگاه هاروارد و مجلس سنای فرانسه و کنگرهٔ جهانی نویسندگان در اسپانیا از آن جمله است. تعدادی از مقالات سیاسی و ادبی وی، در کنار متن بعضی از سخنرانی‌ها و مصاحبه‌هایی که با وی انجام شده، همه به زبان‌های اصلی در مجموعهٔ سه زبانهٔ هزار بیشه گرد آوری شده است.
رامین کامران در باب شخصیت سیاسی مهشید امیرشاهی می‌نویسد: «او در دوران قبل از انقلاب که تندروی انقلابی - با دو چهرهٔ «سنت‌گرا» و «ترقی‌خواه» - آسانترین روش برای پیدا کردن شخصیت سیاسی و مقبول افتادن در محیط ادبی بود از تن دادن به این جریان که بسیاری را چون خاشاک به دنبال خود می‌کشید، سر باز زد. شرکت نکردن او در سیاست بازی‌های سبک آن روزگار که بسیاری به قصد ترقی در عالم هنر و بعضی به سودای خودنمایی در میدان تنگ سیاست دوران انجام می‌دادند، انتخابی بی ابهام و سنجیده بود.»
نیلوفر بیضایی در مقاله‌ای با عنوان «در آیینهٔ هزار بیشه» می‌گوید: «رفتار سیاسی مهشید امیرشاهی از اندیشه‌ای ژرف که با آگاهی کامل به تاریخ ایران همراه است نشات می‌گیرد، از تک ماندن هراسی ندارد و به کسی باج نمی‌دهد تا موفقیت احتمالی حرفه‌ای اش تضمین شود و به همین دلیل همواره خود را از خطر همراه شدن با موجهای ناگهانی ذوق زدگی و عوام زدگی به بهانهٔ مردمی بودن حفاظت کرده و بهایش را نیز پرداخته است.»

## رمان‌ها
ظرف سال‌های ۱۹۸۷ تا ۲۰۱۰ شش رمان: دوپارهٔ در حضر و در سفر و چهارپارهٔ مادران و دختران (عروسی عباس خان، دده قدم خیر، ماه عسل شهربانو، حدیث نفس مهراولیا) از وی منتشر شده است.
خود وی در بارهٔ ادامهٔ کار نوشتن در تبعید به زبان فارسی و نرفتن به طرف زبان انگلیسی که از نوجوانی فراگرفته و زبان فرانسوی که با آن نیز آشنایی کامل دارد، در مصاحبه با کیهان لندن می‌گوید:
«من داستان‌هایم را به فارسی می‌نویسم، می‌توانستم به زبان‌های دیگر بنویسم، ولی زبان فارسی مرا به فرهنگ آن سرزمین وصل می‌کند. بند نافی که از آن فرهنگ به من غذا می‌رساند زبان فارسی است. زبان فارسی در تاریخ ایران نقش بسیار عمده‌ای بازی کرده و ما را از بسیاری خطرات نجات داده است. به عنوان نویسنده من وظیفهٔ خود می‌دانم که تا آخرین روزی که نفس می‌کشم داستان‌هایم را به زبان فارسی بنویسم. کار تحقیقی به زبان‌های دیگر زیاد کرده‌ام و می‌کنم؛ ولی داستان‌های من چون از بطن فرهنگی که با آن بزرگ شده‌ام برمی‌خیزد، فقط در قالب کلمات فارسی می‌گنجد.»
و در مصاحبهٔ دیگری با فرشته مولوی گفته است:
«من راهم را انتخاب کردم چون انتخاب داشتم. نویسنده، آن که واقعاً نویسنده است، ناگزیر از نوشتن است – این اصل است و بقیه سبک و سنگین کردن‌های الگوهای شخصی. من بس عاشق زبان مادریم هستم مشتاقم همیشه سرافراز و پربار و پر خواستار ببینمش و البته آرزو دارم ایرانیان نسل‌های آینده آن‌ها که در چارگوشه جهان به دنیا می‌آیند از زبان نیاکان دور نیفتند – به این زبان بگویند و بنویسند؛ ولی ابداً هرگز به هیچ عنوان راه منتخبم را نه مطلق تصور می‌کنم نه متصف به صفت عالی – یعنی نه تنها راه می دانمش نه درست‌ترین راه. هر نویسنده‌ای ناگزیر راهش را می جورد و می‌یابد – با متر و معیار علائق و اولویت‌های خودش – و از نظر من همهٔ انتخاب‌ها مقبول است. منتها میل قلبی من این است که فارسی زبانان در اعتلای زبان فارسی بکوشند.»

### در حضر و در سفر
رمان‌های در حضر و در سفر به ترتیب انقلاب اسلامی و زندگانی تبعیدیانی که در تلاش مبارزه با نظام برآمده از انقلاب هستند، تصویر می‌نماید. این دو رمان که چند بار در خارج از ایران چاپ شده است در ردهٔ پرخواننده‌ترین آثار ادبیات تبعید محسوب می‌گردد.
مهشید امیرشاهی در بارهٔ ارتباط این دو کتاب می‌گوید:
«اختلافاتی که از نظر سبک نگارش و زمان روایت داستان وجود دارد این دو اثر را از حالت جلد اول و دوم یک اثر واحد خارج می‌کند. به علاوه در در حضر قهرمان یا ضد قهرمان رمان نفس حادثهٔ انقلاب است و نقش آدم‌ها نقشی گذراست، در حالیکه درسفر فقط بر شخصیت‌سازی استوار است و سیمانی که این شخصیت‌ها را در کنار هم نگاه می‌دارد فضای تبعید است؛ ولی به هر حال راوی در سفر همان راوی در حضر است، همان زن نویسنده‌ای است که انقلاب را از نزدیک دیده و حالا دور از وطن زندگی می‌کند. اگر در درحضر خشم راوی است که احساس غالب بر محتوای کتاب است در درسفر طنزش جانشین آن خشم شده.»

## ویژگی و سبک

### طنز
طنز یکی از وجوه ثابت و مهم آثار مهشید امیرشاهی است و انواع سایه روشن آن در تمامی آثار او به چشم می‌خورد. وی از این بابت در بین نویسندگان زن ایرانی موقعیتی شاخص دارد، طنز گفتاری، طنز موقعیت، طنز کلمه‌ای، همه را به کار می‌گیرد، در هر زمینه، از روابط خانوادگی گرفته تا امور سیاسی. داستان‌های سوری را که به‌طور کامل به انگلیسی ترجمه شده، می‌توان مجموعهٔ کاملی از داستان‌های طنزآمیز دانست که روایت دنیای نوجوانی است از دید دخترکی برخاسته از خانواده‌ای مرفه که تصویر خویشان و همشاگردیان و معاشران و ماجراهایی را که بر آنان می‌گذرد، برای خواننده بازگو می‌نماید. مهشید امیرشاهی مقالات طنزی نیز با تقلید سبک علی‌اکبر دهخدا در چرند و پرند نگاشته که آن‌ها را با نام دخت دخو امضا کرده است. این تنها مورد استفادهٔ وی از نام مستعار است.
خودش در این باره در مصاحبه‌ای می‌گوید:
«گرایش و کشش نسبت به طنز همان‌طور که عرض کردم از نوجوانی در من بوده است و پیش از دسترس پیدا کردن به آثار غربیان. اما آشنایی با نوشته‌های طنزآمیز دیگران بی شک مشوقم بوده است که طنز خودم را بپرورانم. طنز در هر زبانی که برایم قابل فهم باشد به نشاطم می‌آورد. برای طنز قوم انگلوساکسون به خصوص تحسین فوق‌العاده دارم. جیمز تربر آنقدر برایم عزیز است که نه فقط بعضی از کارهایش را ترجمه کرده‌ام، ادایش را هم درآورده‌ام: مجموعه داستانی دارم ملهم از افسانه‌های بسیار قدیمی که نطفهٔ بیشترشان را (چون تربر و لافونتن) از ایزوپ یونانی به وام گرفته‌ام و به همه رنگ و روغن این دوره از ایران را زده‌ام و به قرینهٔ اثر تربر اسمش را گذاشته‌ام: افسانه‌های ایرانی عصر ما.»
و در مصاحبه‌ای با کیهان لندن گفته است:
«من شخصاً بدون طنز نمی‌توانم زندگی کنم و اعتقادم همیشه این بوده که حتی در بزرگ‌ترین تراژدی‌های دنیا و غم انگیزترین آن‌ها هم می‌توان رگه‌هایی از طنز دید. به ضرب طنز من توانستم بسیاری از ماجراهای تلخ و آزار دهنده‌ای را که دوباره زنده کردنشان برای خودم سخت بود، به روی کاغذ بیاورم. تلخی این نوع ماجراها را راستی فقط به یمن شیرینی شوخی می‌توان قورت داد. اعتقاد دیگرم این است که خط تقسیم میان تراژدی و کمدی خط بسیار نازکی است و نویسندهٔ چیره‌دست کسی است که بتواند از این خط به آسانی عبور کند.»
محمود خوشنام در مقاله‌ای که با عنوان از آب حیات تا زهر هلاهل در بارهٔ مهشید امیرشاهی نوشته است می‌گوید: «طنز در لابلای حرف‌های او جاری می‌شود. طنزی به‌غایت به جا، ظریف و تأثیر گذار.»
بتول عزیزپور در بارهٔ سبک طنز مهشید امیرشاهی می‌گوید: «عنصر برجسته در همهٔ نوشته‌های مهشید امیرشاهی توصیفهای طنزآمیز است: طنز هوشمندانهٔ سقراط و ولتر، طنز تلخ… سخن مهشید امیرشاهی به طنز آراسته است. طنز او را می‌توان به طنز علی‌اکبر دهخدا نزدیک… و تیزبینی طنز او را با سپهر فاخر سعدی هم سِرشت دانست.»
فرشته مولوی در مقاله‌ای با عنوان «دخت خلف دخو» می‌نویسد: «من مهشید امیرشاهی را داستان‌گویی مادرزاد می‌دانم… زبان و طنز وی را بی‌گمان قلهٔ شایستگی‌های ادبی کارهای او و سازندهٔ سبک ویژه اش. درستی و پیراستگی و روانی و شیوایی نثر و زبان او، در این زمانه که سرسری‌نویسی و پرنویسی و یاوه نویسی سکهٔ روزست، چنان خوش می‌درخشد که به خواننده حظی دوچندان می‌بخشد… و در بسیاری از داستان‌هایش طنزی گاه نرم و نازک و گاه خودنما حضور دارد؛ چنان‌که می‌شود گفت طنز یکی از شگردهای خوش‌دست شدهٔ نویسنده است. طنز این داستان‌ها نه فقط در بیان راوی و حرف و کلام و گفتگوی شخصیت‌ها که بیشتر در یافتن و پرداختن و نمایاندن شخصیت‌های کژ و کوژ و نیز یافتن و برساختن موقعیت‌های مضحکه است. برای نویسنده‌ای چون او که شناگر آب آشنای دریای زبان فارسی‌است و گوش رشک برانگیزی دارد، طنز در کلام از راه به‌کارگیری درست و به‌جای طعنه و متلک و نیش و کنایه و دیگر ترفندهای زبانی چون بذله گویی و مضمون کوک کنی کاری سخت نیست. اما آفریدن شخصیت‌ها و موقعیت‌های طنزآمیز کاری کارستان است که هم ذوق می‌خواهد هم تمرین. خوش طنزی مهشید امیرشاهی چنان است که می‌توانم با خیال راحت ادعا کنم که آن را از دو استاد طنز قزوین، عبید و دهخدا، به ارث برده است.»

### نقد
نقدنویسی یکی دیگر از جنبه‌های ثابت فعالیت ادبی مهشید امیرشاهی است. وی در نگارش نقد بسیار صریح است و در این زمینه پروای شهرت یا منزلت رسمی نویسنده‌ای را که اثرش موضوع نقد قرار گرفته، ندارد. معیارهای اصلی او در سنجیدن هر اثر در درجهٔ اول تسلط بر زبان است که وی مادهٔ اولیهٔ کار ادبی می‌شمرد. این سختگیری در مورد دیالوگ‌ها که بعد اجتماعی زبان را در اثر منعکس می‌سازد، وجهی تجربی و جامعه شناسانه می‌گیرد. پرداختن به انسجام ساختار اثر، چه داستانی و چه غیرداستانی، یکی دیگر از ابعاد نقدهای وی است. او کاربرد کلیشه‌های ادبی و دادن شعارهای سیاسی را نقطهٔ مقابل آفرینش ادبی و راهی آسان و پیش‌ساخته برای نویسندگی و کسب شهرت می‌شمارد که باید با آن مقابله کرد. مهشید امیرشاهی جدیت در نقدنویسی را از عوامل اساسی پیشرفت ادبیات می‌شمرد و در مصاحبه‌ای با جواد مجابی (پس از انتشار سار بی بی خانم) گفته است:
«نداشتن منتقد خوب یکی از علل عمدهٔ ناشکوفایی است. علاوه بر اشکالاتی که در اینجا برای داستان‌نویسی وجود دارد… نبودن داوری‌های صحیح نیز مشکلی دیگر است. هنرمند با دلهره و تردید اثری به وجود می‌آورد، این اثر نقد نمی‌شود و اگر تصادفاً بشود از روی غرض و مرضی است. پس داوری در آخر کار با خود نویسنده است. اگر کتاب نویسنده فروش رفت و سر و صدایی کرد مغرور می‌شود و اگر با پاسخی شایسته روبرو نشد به کار ادامه نمی‌دهد و این هر دو به ضرر نویسنده تمام می‌شود. شک نیست که ناقد نکته دانی که راه جلو پای نویسنده بگذارد نداریم و همین مشکل اصلی در جا زدن نویسندگان ماست.»

## دربارهٔ امیرشاهی
فرهاد شیبانی داستان «سار بی‌بی خانم» را از مجموعه‌ای به همین نام و با بازیگری فرخ‌نیا (در نقش بی‌بی خانم) به فیلم درآورده است. در سال ۲۰۱۱ مستندی به نام «تجربهٔ نوشتن» دربارهٔ زندگانی ادبی و آثار مهشید امیرشاهی در بی‌بی‌سی فارسی پخش شد.

نشریه مکث چاپ سوئد شماره ۱۰ تابستان ۱۳۷۲ (۱۹۹۳)، و نشریه تلاش چاپ آلمان شماره ۱۶ آبان - آذر ۱۳۸۲، نوامبر ۲۰۰۳ شمارهٔ ویژهٔ خود را به آثار و زندگی امیرشاهی اختصاص دادند. همچنین جلسات بزرگداشتی در انجمن دو سالانهٔ ایرانشناسی در لندن در سواس (۲۰۰۶) و در دانشگاه سوربن (فوریه ۲۰۱۳) برپا شده است.

### جوایز
- جایزهٔ بهترین ترجمهٔ کتاب کودکان از سوی شورای کتاب کودک (دو سال متوالی)
- بورس دانشگاهی راکفلر در سال تحصیلی ۱۹۹۰–۱۹۹۱ در دانشگاه میشیگان
- جایزهٔ سالانهٔ بیتا برای هنرهای ایرانی، دانشگاه استنفورد، ۱۵ نوامبر ۲۰۱۳